# Koty z Kocich Gór
Koty z Kocich Gór – cykl niewielkich rzeźb plenerowych, umieszczonych w przestrzeni miejskiej Trzebnicy, inspirowany wrocławskimi krasnalami.

## Geneza Kotów z Kocich Gór
Na podstawie badań wśród mieszkańców Trzebnicy kot był wskazywany bardzo często jako symbol miasta, najprawdopodobniej z powodu potocznej nazwy Wzgórz Trzebnickich „Góry Kocie”. W lipcu 2010 z inicjatywy burmistrza gminy Trzebnica Marka Długozimy i członków Towarzystwa Miłośników Ziemi Trzebnickiej powstała pierwsza rzeźba kociej młodej pary Kociogórka i Lubuszki. W 2012 pojawiły się kolejne trzy rzeźby kotów inspirowane ideą wrocławskich krasnali. Pomimo że już w manifeście programowym „Kotów z Kocich Gór” autor projektu pierwszej rzeźby Zbigniew Lubicz-Miszewski wyraził nadzieję i zachętę, aby kolejne koty powstawały z inicjatywy mieszkańców, wszystkie istniejące koty powstały z inicjatywy władz gminy Trzebnica (2016).

## Koty z Kocich Gór w przestrzeni miejskiej
W 2012 pojawiła się zaprezentowana XXXIII Trzebnickiego Święta Sadów postać „Super Kota”, w kolejnych latach pojawiły się gadżety, piosenki oraz wydarzenia z nim związane. Została wytyczona Kocia Ścieżka, prowadząca do wszystkich rzeźb kotów, połączona z grą miejską. W Trzebnicy obchodzony jest Światowy Dzień Kota (17 lutego) podczas którego organizowana są przedstawienia i konkursy dla dzieci.

## Poczet Kotów z Gór Kocich
| Współrzędne                                   | Imię                  | Adres                                | Autor                                                         | Lokalizacja                                          | Zdjęcie |
| --------------------------------------------- | --------------------- | ------------------------------------ | ------------------------------------------------------------- | ---------------------------------------------------- | ------- |
| 51°18′26″N 17°03′26″E/51,307111 17,057350     | Kociogórek i Lubuszka | Rynek                                | Zbigniew Lubicz-Miszewski (projekt) Grzegorz Śpiewak (rzeźba) | przed ratuszem                                       |         |
| 51°17′55″N 17°04′11″E/51,298719 17,069678     | Aquarius              | Leśna 5                              | Marta Mirynowska Piotr Makała                                 | Gminny Park Wodny Trzebnica-Zdrój                    |         |
| 51°18′47″N 17°03′45″E/51,313028 17,062436     | Bonifacy i Filemon    | Prusicka 12                          |                                                               | Kino Polonia                                         |         |
| 51°18′30″N 17°03′35″E/51,308461 17,059764     | Mruczysław            | Daszyńskiego 45                      | Marta Mirynowska Piotr Makała                                 | skrzyżowanie z ul. Solną                             |         |
| 51°18′25″N 17°04′03″E/51,306939 17,067475     | Nastroszek            | Stawowa                              | Marta Mirynowska Piotr Makała                                 | Park Solidarności                                    |         |
| 51°18′06″N 17°04′08″E/51,301644 17,068908     | Stawcio               | Janusza Korczaka                     | Marta Mirynowska Piotr Makała                                 | amfiteatr pomiędzy Stawem Rybnym a Stawem Gondolowym |         |
| 51°18′34″N 17°03′46″E/51,309575 17,062883     | Trzebniczek           | plac Marszałka Józefa Piłsudskiego 1 |                                                               | Urząd Miejski w Trzebnicy                            |         |
| 51°18′38,7″N 17°03′38,0″E/51,310750 17,060556 | Diabetes              | Tadeusza Kościuszki 10               |                                                               | przychodnia zdrowia                                  |         |
| 51°18′25,1″N 17°04′06,2″E/51,306972 17,068389 | Gala i Zdrojek        | Stawowa                              |                                                               | Aleja Zakochanych                                    |         |
| 51°18′19,9″N 17°04′14,8″E/51,305528 17,070778 | Zdrojek               | 3 Maja                               |                                                               | Gminny Obiekt Sportowy                               |         |